# 정 (태상)
정(定, ? ~ ?)은 전한 중기의 관료이다. '정'은 이름자로, 성씨는 알려져 있지 않다.

## 행적
건원 6년(기원전 135), 태상에 임명되었다.

## 출전
- 반고, 《한서》 권19하 백관공경표(百官公卿表) 下

| 전임 조주 | 전한의 태상 기원전 135년 ~ 기원전 134년? | 후임 왕장 |